# أرشيبالد سميث
أرشيبالد سميث (بالإنجليزية: Archibald Levin Smith) (و. 1836 – 1901 م) هو لاعب كريكت، وقاضي، ومجدف بريطاني، ولد في تشيتشستر، توفي عن عمر يناهز 65 عاماً.

## مناصب
تولى منصب عضو مجلس الشورى البريطاني ‏
.

## التعليم
تعلم في كلية الثالوث، كامبريدج
.